# Comparatieve statica

In deze grafiek laat de comparatieve statica zien dat een toename van de vraag tot een stijging van zowel prijs als hoeveelheid leidt. De comparatieve statica vergelijkt twee evenwichtstoestanden, de comparatieve statica zegt niets over hoe het veranderingsproces precies verloopt.

In de economie is de comparatieve statica de vergelijking van twee verschillende economische resultaten, voor en na een verandering in enige onderliggende exogene parameter.
Als een studie van de statica vergelijkt de comparatieve statica twee verschillende evenwichtstoestanden na het aanpassingsproces. Het bestudeert noch de beweging naar een evenwicht, noch het veranderingsproces zelf.
Comparatieve statica wordt vaak gebruikt om veranderingen in vraag en aanbod te bestuderen bij het analyseren van een markt, en om veranderingen in monetair- of fiscaal beleid te bestuderen, wanneer men de hele economie analyseert. De term 'comparatieve statica' zelf wordt vaker in de micro-economie (met inbegrip van algemene evenwichtsanalyse) dan in de macro-economie gebruikt. De comparatieve statica werd geformaliseerd door John R. Hicks (1939) en Paul A. Samuelson (1947) (Kehoe, 1987, blz. 517), maar wordt als grafische weergave al zeker sinde de jaren 1870 door economen gebruikt. 
Voor modellen van stabiele evenwichts veranderingsvoeten, zoals het neo-klassieke groeimodel, is de comparatieve dynamica de tegenhanger van de comparatieve statica.

## Voetnoten
1. ↑  (en)  Mas-Colell, Whinston en Green, 1995, blz. 24; Silberberg en Suen, 2000)